# Tōjinbō

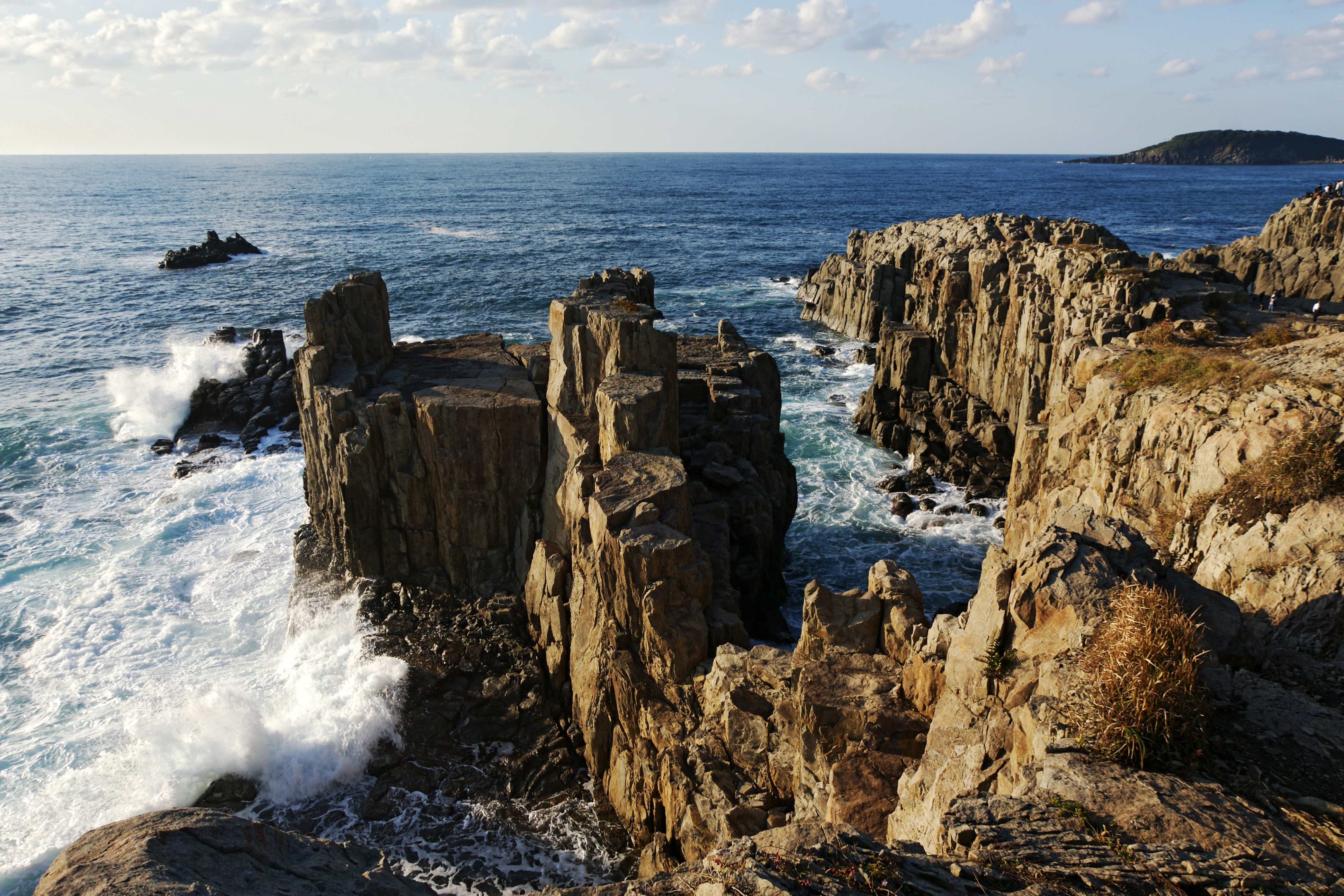
Rocas Sandan y Byobu

Tōjinbō (東尋坊?) es un conjunto de acantilados basálticos en el Mar de Japón en Japón. Se encuentra en la parte de Antō de Mikuni-chō en Sakai, en la prefectura de Fukui. Los acantilados se extienden a lo largo de un kilómetro.

## Formación
La piedra de estos acantilados se formó hace 12 o 13 millones de años, durante el mioceno teniendo su origen en la actividad volcánica. Su forma actual se ha formado durante años por la erosión de las olas marinas.

## Leyendas asociadas
Una de estas leyendas cuenta que un monje budista de Heisen-ji (平泉寺?), un templo local, enfureció tanto a los habitantes de la zona que lo cogieron del templo y lo llevaron a Tōjinbō, de dónde fue lanzado al mar.
Se supone que su fantasma aún ronda la zona.
Otra leyenda alternativa indica que el nombre de Tōjinbō procede de un monje budista de vida disoluta. Según la leyenda, un monje llamado Tōjinbō, que era despreciado por todos, se enamoró de una princesa llamada Aya. Este monje fue engañado por otro admirador de la princesa que le empujó desde estos acantilados. La leyenda dice que el fantasma de Tōjinbō estaría en ese lugar, deseando vengarse todos los años ese mismo día y provocaría fuertes vientos y lluvias. Las tormentas solo cesaron cuando un monje itinerante se apiadó de Tōjinbō y le rindió un homenaje.

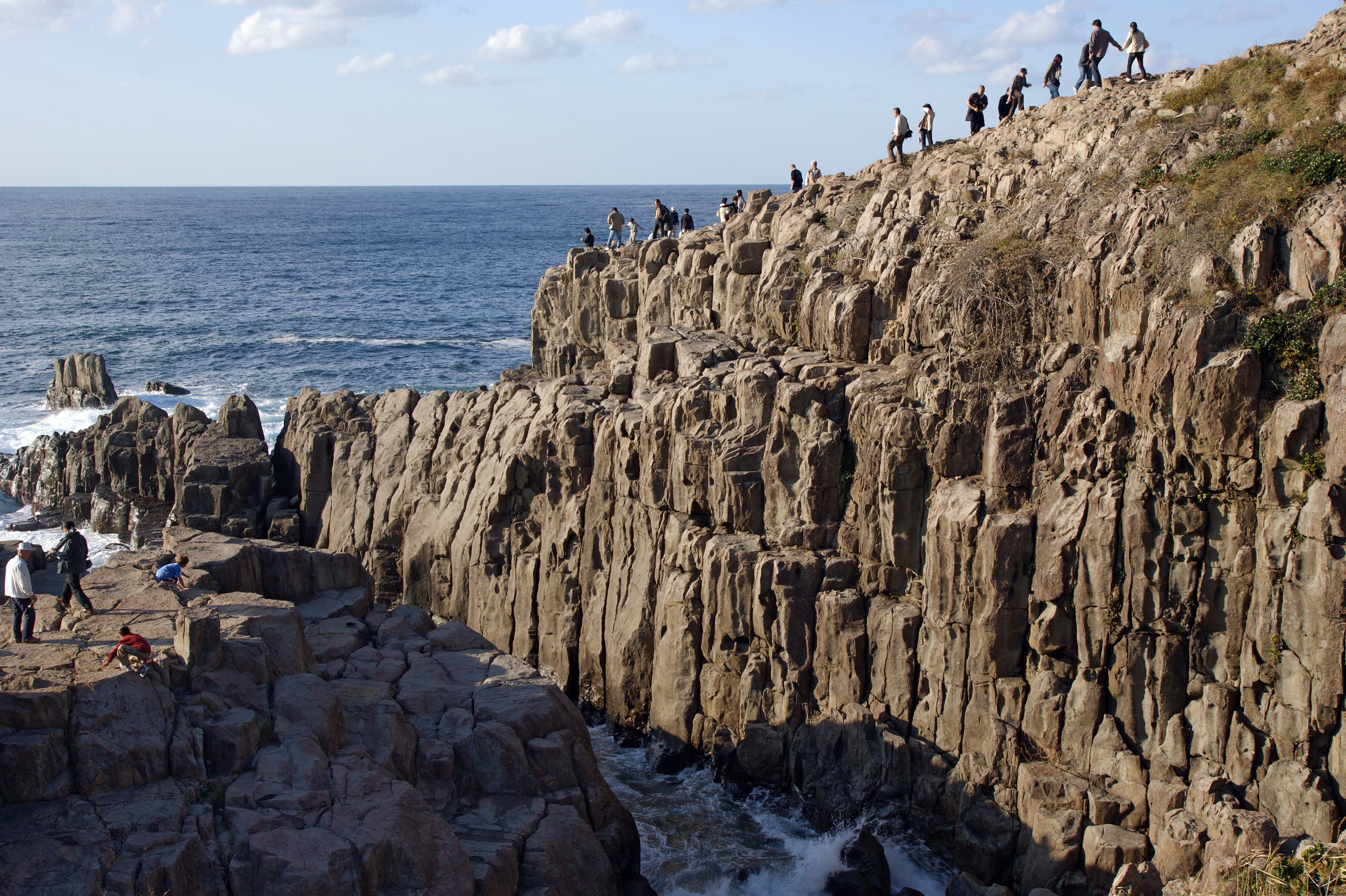
Rocas Byobu

## Suicidio
Tōjinbō es bien conocido en Japón como lugar para suicidarse. Según las estadísticas, unas 25 personas (en principio hombres jóvenes sin trabajo), se suicidan saltando desde los acantilados cada año. El número ha ido subiendo o bajando en función de la situación de la economía japonesa y las tasas de desempleo. Un oficial de policía retirado, Yuko Shige, cansado de recoger tantos cadáveres del mar, comenzó a patrullar la zona en busca de suicidas potenciales. En diciembre de 2009 aseguró haber convencido a más de 200 personas para que no saltaran, manteniendo contacto con todos ellos hasta esa fecha.